# وادي العمر الأزهور (السبرة)

تعديل مصدري - تعديل

وادي العمرالأزهور هي إحدى قرى عزلة الأزهور بمديرية السبرة التابعة لمحافظة إب، بلغ تعداد سكانها 149 نسمة حسب تعداد اليمن لعام 2004.